# Matriz hermitiana
Em matemática, sobretudo na álgebra linear, uma matriz auto-adjunta, hermitiana (português brasileiro) ou hermítica (português europeu) é uma matriz quadrada complexa que é igual à sua própria transposta conjugada - ou seja, o elemento na i-ésima linha e j-ésima coluna é igual ao conjugado complexo do elemento na j-ésima linha e i-ésima coluna, para todos os índices i e j:
{\displaystyle A{\text{ hermitiana}}\quad \iff \quad a_{ij}={\overline {a_{ji}}}}
ou em forma de matriz: 
{\displaystyle A{\text{ hermitiana}}\quad \iff \quad A={\overline {A^{\mathsf {T}}}}.}
Matrizes hermitianas podem ser entendidas como a extensão complexa das matrizes simétricas reais. 
Se a conjugada transposta de uma matriz {\displaystyle A} for indicada por {\displaystyle A^{\mathsf {H}},} a propriedade hermitiana pode ser escrita de forma concisa como 
{\displaystyle A{\text{ hermitiana}}\quad \iff \quad A=A^{\mathsf {H}}}
As matrizes hermitianas recebem este nome em homenagem a Charles Hermite, que demonstrou em 1855 que matrizes desse tipo compartilham uma propriedade com matrizes simétricas reais de sempre ter autovalores reais. Outras notações equivalentes de uso comum são {\displaystyle A^{\mathsf {H}}=A^{\dagger }=A^{\ast },} no entanto observe que na mecânica quântica, {\displaystyle A^{\ast }} tipicamente significa apenas a conjugada complexa, e não a transposta da conjugada . 

## Caracterizações alternativas
As matrizes hermitianas podem ser caracterizadas de várias maneiras equivalentes, algumas das quais estão listadas abaixo: 

### Igualdade com a adjunta
Uma matriz quadrada {\displaystyle A} é hermitiana se, e somente se, for igual à sua adjunta, ou seja, satisfizer {\displaystyle \langle w,Av\rangle =\langle Aw,v\rangle ,} para qualquer par de vetores {\displaystyle v,w,} em que {\displaystyle \langle \cdot ,\cdot \rangle } denota a operação de produto interno . 
Também é assim que o conceito mais geral de operador autoadjunto é definido. 

### Realidade de formas quadráticas
Uma matriz quadrada {\displaystyle A} é hermitiana se, e somente se, for tal que {\displaystyle \langle v,Av\rangle \in \mathbb {R} ,\quad v\in V.}

### Propriedades espectrais
Uma matriz quadrada {\displaystyle A} é hermitiana se, e somente se, for unitariamente diagonalizável com autovalores reais. 

## Aplicações
As matrizes hermitianas são fundamentais para a teoria quântica da mecânica matricial criada por Werner Heisenberg, Max Born e Pascual Jordan em 1925. 

## Exemplos
Nesta seção, a transposta conjugada da matriz {\displaystyle A} é indicada por {\displaystyle A^{\mathsf {H}},} a transposta da matriz {\displaystyle A} é indicada por {\displaystyle A^{\mathsf {T}}} e a conjugada da matriz {\displaystyle A} é indicada por {\displaystyle {\overline {A}}.}
Considere o seguinte exemplo: 
{\displaystyle {\begin{bmatrix}2&2+i&4\\2-i&3&i\\4&-i&1\\\end{bmatrix}}}
Os elementos diagonais devem ser reais, pois precisam coincidir com seus próprios conjugados complexos. 
Entre as famílias bem conhecidas de matrizes hermitianas estão as matrizes de Pauli, as matrizes de Gell-Mann e suas generalizações. Na física teórica, tais matrizes hermitianas são frequentemente multiplicadas por coeficientes imaginários,  resultando em matrizes skew-hermitianas. 
Aqui, é oferecida outra matriz hermitiana útil usando um exemplo abstrato. Se uma matriz quadrada {\displaystyle A} é igual ao produto de uma matriz por sua transposta conjugada, ou seja, {\displaystyle A=BB^{\mathsf {H}},} então {\displaystyle A} é uma matriz semi-definida positiva hermitiana. Além disso, se {\displaystyle B} tem posto completo por linhas, então {\displaystyle A} é definida positiva. 

## Propriedades
- As entradas na diagonal principal (do canto superior esquerdo para o inferior direito) de qualquer matriz hermitiana são reais . 
Prova: pela definição de matriz hermitiana, {\displaystyle H_{ij}={\overline {H}}_{ji}}
Assim, para i = j segue-se a afirmação anterior.
Somente as principais entradas diagonais são necessariamente reais; As matrizes hermitianas podem ter entradas complexas arbitrárias em seus elementos fora da diagonal, desde que as entradas diagonalmente opostas sejam conjugadas complexas.
- Uma matriz que possui apenas entradas reais é hermitiana se e somente se é simétrica. Uma matriz real e simétrica é simplesmente um caso especial de uma matriz hermitiana. 
Prova: {\displaystyle H_{ij}={\overline {H}}_{ji}} por definição. Portanto, {\displaystyle H_{ij}=H_{ji}} (simetria da matriz) se e somente se {\displaystyle H_{ij}={\overline {H}}_{ij}} ({\displaystyle H_{ij}} é real).
- Toda matriz hermitiana é uma matriz normal. Isto significa que {\displaystyle AA^{\mathsf {H}}=A^{\mathsf {H}}A.}
Prova: {\displaystyle A=A^{\mathsf {H}},} então {\displaystyle AA^{\mathsf {H}}=AA=A^{\mathsf {H}}A.}
- O teorema espectral em dimensão finita diz que qualquer matriz hermitiana pode ser diagonalizada por uma matriz unitária e que a matriz diagonal resultante tem apenas entradas reais. Isso implica que todos os autovalores de uma matriz hermitiana A com dimensão n são reais e que A possui n autovetores linearmente independentes. Além disso, uma matriz hermitiana tem autovetores ortogonais para autovalores distintos. Mesmo que existam autovalores degenerados, sempre é possível encontrar uma base ortogonal de ℂn consistindo em n autovetores de A.
- A soma de quaisquer duas matrizes hermitianas é hermitiana. 
Prova: {\displaystyle (A+B)_{ij}=A_{ij}+B_{ij}={\overline {A}}_{ji}+{\overline {B}}_{ji}={\overline {(A+B)}}_{ji},} como afirmado.
- A inversa de uma matriz hermitiana invertível também é hermitiana. 
Prova: Se {\displaystyle A^{-1}A=I,} então {\displaystyle I=I^{\mathsf {H}}=(A^{-1}A)^{\mathsf {H}}=A^{\mathsf {H}}(A^{-1})^{\mathsf {H}}=A(A^{-1})^{\mathsf {H}},} de modo que {\displaystyle A^{-1}=(A^{-1})^{\mathsf {H}}} como afirmado.
- O produto de duas matrizes hermitianas A e B é hermitiano se, e somente se, AB = BA. 
Prova: Observe que {\displaystyle (AB)^{\mathsf {H}}={\overline {(AB)^{\mathsf {T}}}}={\overline {B^{\mathsf {T}}A^{\mathsf {T}}}}={\overline {B^{\mathsf {T}}}}\ {\overline {A^{\mathsf {T}}}}=B^{\mathsf {H}}A^{\mathsf {H}}=BA.} portanto {\displaystyle (AB)^{\mathsf {H}}=AB} se e somente se {\displaystyle AB=BA.}
Consequentemente, An é hermitiana se A é hermitiana e n é um número inteiro.
- Para um vetor a valores complexos arbitrário v, o produto {\displaystyle v^{\mathsf {H}}Av} é real, dado que {\displaystyle v^{\mathsf {H}}Av=\left(v^{\mathsf {H}}Av\right)^{\mathsf {H}}.} Isso é especialmente importante em física quântica, onde as matrizes hermitianas representam operadores que medem propriedades de um sistema, por exemplo, rotação total, que precisam ser reais.
- As matrizes hermitianas complexas n por n não formam um espaço vectorial sobre os números complexos, ℂ, uma vez que a matriz identidade In é hermitiana, mas i In não é. No entanto as matrizes hermitianas complexas formam um espaço vetorial sobre os números reais, ℝ. No espaço vectorial de dimensão 2n2  das matrizes complexas n × n  sobre ℝ, as matrizes complexas hermitianas formam um subespaço de dimensão n2. Se Ejk indica a matriz n por n com um 1 na posição j,k e zeros nas demais entradas, uma base (ortonormal em relação ao produto interno de Frobenius) pode ser descrita como se segue: {\displaystyle E_{jj}{\text{ para }}1\leq j\leq n\quad (n{\text{ matrizes}})}
juntamente com o conjunto de matrizes da forma {\displaystyle {\frac {1}{\sqrt {2}}}\left(E_{jk}+E_{kj}\right){\text{ para }}1\leq j<k\leq n\quad \left({\frac {n^{2}-n}{2}}{\text{ matrizes}}\right)}
e as matrizes{\displaystyle {\frac {i}{\sqrt {2}}}\left(E_{jk}-E_{kj}\right){\text{ para }}1\leq j<k\leq n\quad \left({\frac {n^{2}-n}{2}}{\text{ matrizes}}\right)}
em que {\displaystyle i} denota o número complexo {\displaystyle {\sqrt {-1}},} chamado de unidade imaginária .
- Se n autovetores ortonormais {\displaystyle u_{1},\dots ,u_{n}} de uma matriz hermitiana forem escolhidos e escritos como as colunas da matriz U, então uma decomposição em autovalores de A será {\displaystyle A=U\Lambda U^{\mathsf {H}}} em que {\displaystyle UU^{\mathsf {H}}=I=U^{\mathsf {H}}U} e portanto {\displaystyle A=\sum _{j}\lambda _{j}u_{j}u_{j}^{\mathsf {H}},}
em que {\displaystyle \lambda _{j}} são os autovalores na diagonal da matriz diagonal {\displaystyle \Lambda .}
- O determinante de uma matriz hermitiana é real: 
Prova: {\displaystyle \det(A)=\det \left(A^{\mathsf {T}}\right)\quad \Rightarrow \quad \det \left(A^{\mathsf {H}}\right)={\overline {\det(A)}}}
Portanto, se {\displaystyle A=A^{\mathsf {H}}\quad \Rightarrow \quad \det(A)={\overline {\det(A)}}.}
(Alternativamente, o determinante é o produto dos autovalores da matriz e, como mencionado anteriormente, os autovalores de uma matriz hermitiana são reais.)

## Decomposição em hermitiana e skew-hermitiana
Fatos adicionais relacionados às matrizes hermitianas incluem: 
- A soma de uma matriz quadrada e sua transposta conjugada {\displaystyle \left(A+A^{\mathsf {H}}\right)} é hermetiana.
- A diferença de uma matriz quadrada e sua transposta conjugada {\displaystyle \left(A-A^{\mathsf {H}}\right)} é skew-hermitiana (também chamada de anti-hermitiana). Isso implica que o comutador de duas matrizes hermitianas é skew-hermitiano.
- Uma matriz quadrada arbitrária C pode ser escrita como a soma de uma matriz hermitiana A e de uma matriz skew-hermitiana B. Isso é conhecido como a decomposição de Toeplitz de C [3] :p. 7

{\displaystyle C=A+B\quad {\mbox{com}}\quad A={\frac {1}{2}}\left(C+C^{\mathsf {H}}\right)\quad {\mbox{e}}\quad B={\frac {1}{2}}\left(C-C^{\mathsf {H}}\right)}

## Quociente de Rayleigh
Em matemática, para uma dada matriz complexa hermitiana M e um vetor não nulo x, o quociente de Rayleigh {\displaystyle R(M,x),} é definido como:  :p. 234 
{\displaystyle R(M,x):={\frac {x^{\mathsf {H}}Mx}{x^{\mathsf {H}}x}}.}
Para matrizes e vetores reais, a condição de ser hermitiana reduz-se à de ser simétrica, e a conjugada transposta {\displaystyle x^{\mathsf {H}}} à transposição usual {\displaystyle x^{\mathsf {T}}.} Observe que {\displaystyle R(M,cx)=R(M,x)} para qualquer escalar real diferente de zero {\displaystyle c.} Lembre-se também de que uma matriz hermitiana (ou simétrica real) tem autovalores reais. 
Pode ser mostrado[carece de fontes?] que, para uma dada matriz, o quociente de Rayleigh assume o seu valor mínimo {\displaystyle \lambda _{\min }} (o menor autovalor de M) quando {\displaystyle x} é {\displaystyle v_{\min }} (o autovetor correspondente). Similarmente, {\displaystyle R(M,x)\leq \lambda _{\max }} e {\displaystyle R(M,v_{\max })=\lambda _{\max }.}
O quociente de Rayleigh é usado no teorema min-max para obter valores exatos de todos os autovalores. Também é usado em algoritmos de autovalores para obter uma aproximação de um autovalor a partir de uma aproximação de um autovetor. Especificamente, essa é a base para a iteração de quociente de Rayleigh. 
A imagem do quociente de Rayleigh (para uma matriz que não é necessariamente hermitiana) é chamado de imagem numérica (ou espectro em análise funcional). Quando a matriz é hermitiana, a imagem numérica é igual à norma espectral. Ainda em análise funcional, {\displaystyle \lambda _{\max }} é conhecido como raio espectral. No contexto de C*-álgebras ou de mecânica quântica algébrica, a função que associa M ao quociente de Rayleigh R(M, x) para um x fixo e M variando pela álgebra seria chamada de "estado vetorial" da álgebra. 